# Sucked Into the 70s
Sucked Into the 70s är den svenska rockgruppen The Maharajas tredje 7" vinyl-EP, utgiven 2010 av Crusher Records (Sverige).  Inspelningen gjordes i Dustward studios av Stefan Brändström och mixades av Stefan Brändström & The Maharajas.

## Låtlista
Sida A
1. ”Down At The Pub” (Guttormsson) – 2:59
2. ”Someone Looking Like You” (Guttormsson) – 3:05

Sida B
1. ”Bing (And now You're Hypnotized” (Guttormsson) – 2:22
2. ”Stickers And Pins” (Guttormsson) – 2:41

## Medverkande
- Jens Lindberg – gitarr, sång, bakgrundssång
- Ulf Guttormsson – basgitarr, bakgrundssång
- Mathias Lilja – gitarr, sång, orgel
- Ricard Harryson – trummor, percussion